# Jamestown (Karolina Południowa)
Jamestown – miasto w Stanach Zjednoczonych, w stanie Karolina Południowa, w hrabstwie Berkeley.